# 5111-es busz
Az 5111-es jelzésű autóbuszvonal helyközi autóbuszjárat Csongrád és Felgyő, Maszlaghalom között, melyet a Volánbusz Zrt. lát el.

## Közlekedése
A járat Csongrádot és a Felgyő melletti Maszlaghalmot köti össze. Útvonalhossza Maszlaghalom felé 14,7 km, Csongrád felé 13,3 km, menetideje Felgyő felé 23 perc, Csongrád felé 22 perc. 
Munkanapokon három járatpár szállítja az utasokat.

## Megállóhelyei
| 0  | Csongrád, autóbusz-állomás végállomás        | 15 | 1, 1A, 3 1090, 1092, 1094, 1499, 1517, 1518, 1577 5001, 5004, 5010, 5011, 5100, 5105, 5107, 5109, 5110, 5112, 5123, 5140, 5255 |
| 1  | Csongrád, Szegedi út                         | 14 | 5001, 5110, 5112 |
| 2  | Csongrád, vasútállomás bejárati út           | 13 | 5001, 5110, 5112 személyvonat                                                                                                  |
| 3  | Csongrád, FŰTŐBER                            | 12 | 5001, 5110, 5112 |
| 4  | Csongrád, Volán-telep                        | 11 | 5001, 5110, 5112 |
| 5  | Csongrád, Vendel–szobor                      | 10 | 5001, 5110, 5112 |
| 6  | Csongrád, 3-as km kő                         | 9  | 5001, 5110, 5112 |
| 7  | Csongrád, SERKÖV                             | 8  | 5001, 5110, 5112 |
| 8  | Felgyő, autóbusz-váróterem                   | 7  | 1517, 1518 5001, 5109 |
| 9  | Felgyő, posta                                | 6  | 5001, 5110, 5112 |
| 10 | Felgyő, Majsai út                            | 5  | |
| 11 | Felgyő, 2-es km kő                           | 4  | |
| 12 | Császár út                                   | 3  | |
| 13 | Felgyő, magtár                               | ∫  | |
| 14 | Gátéri átjáró                                | 2  | |
| 15 | Felgyő, Maszlaghalmi-tanyák                  | 1  | |
| 16 | Felgyő, Maszlaghalom, Balog-tanya végállomás | 0  | |